# Molophilus (Superbomolophilus) froggatti
Molophilus (Superbomolophilus) froggatti is een tweevleugelige uit de familie steltmuggen (Limoniidae). De soort komt voor in het Australaziatisch gebied.